# Meria cylindrica
Meria cylindrica é uma espécie de insetos himenópteros, mais especificamente de vespas parasíticas pertencente à família Tiphiidae.
A autoridade científica da espécie é Fabricius, tendo sido descrita no ano de 1793.
Trata-se de uma espécie presente no território português.